# Angel Blossom
Pour les articles homonymes, voir Blossom.
Singles de Nana Mizuki
Eden
(2015) Exterminate
(2015)
Angel Blossom est le 32e single de la chanteuse et seiyū japonaise Nana Mizuki sorti le 22 avril 2015 sous le label King Records.
Angel Blossom a été utilisé comme opening de l'anime Mahou Shoujo Lyrical Nanoha ViVid.

## Liste des titres
| 1. | Angel Blossom                        |  |
| 2. | Lazy Syndrome (レイジーシンドローム) |  |
| 3. | Ashita graffiti (あしたgraffiti)     |  |

| 1. | Angel Blossom (Clip Vidéo) |  |
| 2. | Angel Blossom (Making of)  |  |